# Чистенькое
Чи́стенькое (до сер. XIX в. Хаджи́-Кал; крымскотат. Аджы Къал, Acı Qal, حاجی قال, укр. Чистеньке,) — село Симферопольского района Республики Крым, центр Чистенского сельского поселения (согласно административно-территориальному делению Украины — Чистенского сельского совета Автономной Республики Крым). Рядом проходит железная дорога Симферополь—Севастополь; ближайшие к селу остановочные пункты: станция Чистенькая и платформа 1473 км.

## Население
| 2001 | 2014  | 2021  |
| ---- | ----- | ----- |
| 4115 | ↗5126 | ↗5277 |

Всеукраинская перепись 2001 года показала следующее распределение по носителям языка
| Язык             | Процент |
| ---------------- | ------- |
| русский          | 79,68   |
| крымскотатарский | 11,62   |
| украинский       | 5,95    |
| другие           | 0,95    |

### Динамика численности
| - 1864 год — 44 чел. - 1892 год — 68 чел. - 1902 год — 103 чел. - 1915 год — 0/13 чел. - 1926 год — 399 чел. - 1939 год — 539 чел. | - 1974 год — 2170 чел. - 1989 год — 3432 чел. - 2001 год — 4115 чел. - 2009 год — 4487 чел. - 2014 год — 5126 чел. |

## Современное состояние
В Чистеньком числятся 11 улиц (включая Севастопольское шоссе) и 3 квартала, площадь, занимаемая селом, 258 гектаров, на которой в 1540 дворах, по данным сельсовета на 2009 год, числилось 4487 жителей. В селе действуют детские сады «Алёнушка» и «Орлёнок», муниципальное бюджетное общеобразовательное учреждение «Чистенская школа — гимназия», амбулатория. Действует церковь Успения Пресвятой Богородицы.

## География
Расположено примерно в 10 километрах к юго-западу от Симферополя по Севастопольскому шоссе 35Р-001 (по украинской классификации Симферополь — Севастополь), на первой куэсте Внутренней гряды Крымских гор.

## История

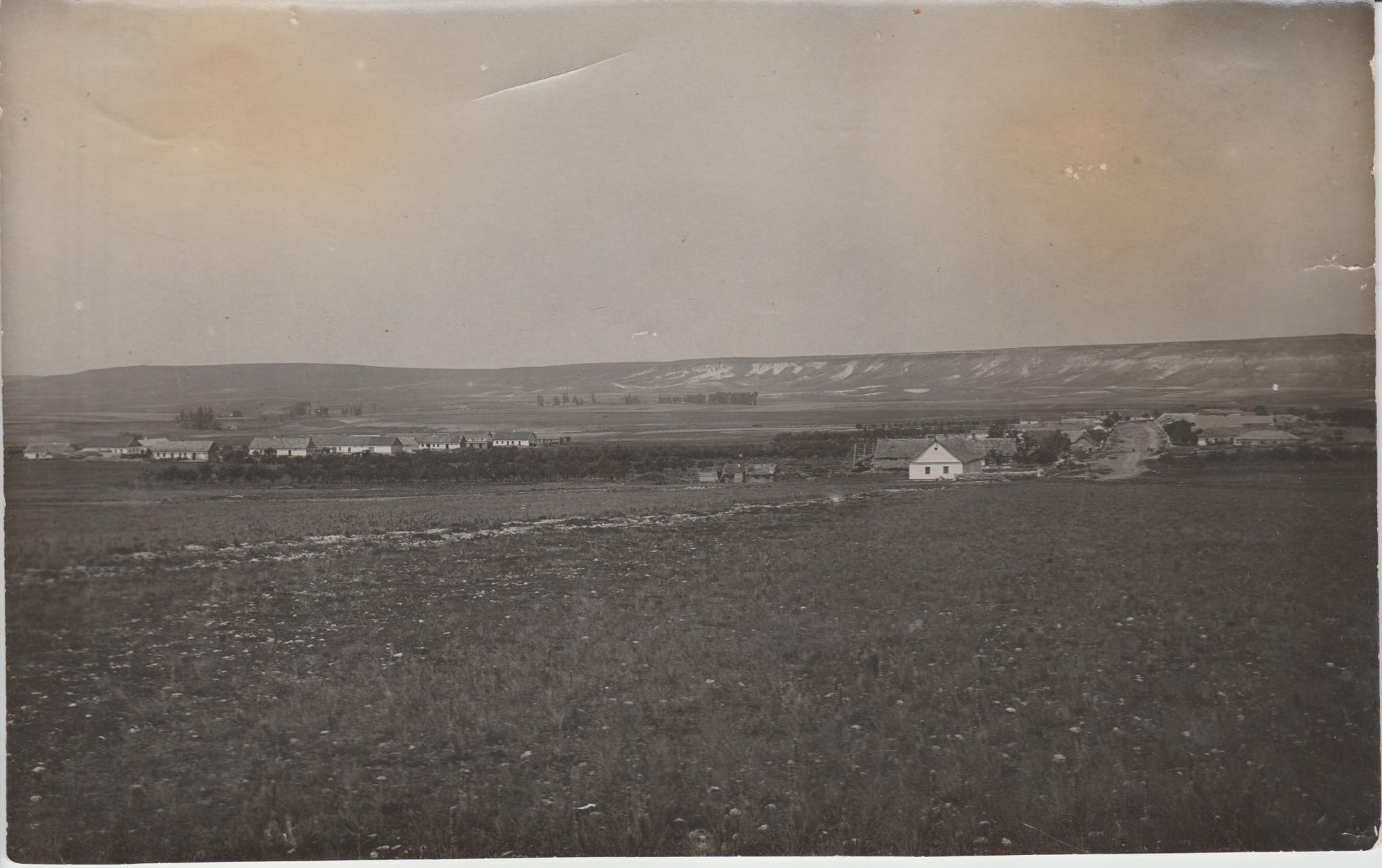
Чистенькое, 1920 год.

Первое документальное упоминание села встречается в Камеральном Описании Крыма… 1784 года, судя по которому, в последний период Крымского ханства Аджи-Кал (записано как 2 поселения — Гаджи калде и Кучук Гаджи калде — вприходы — маале одной деревни) входили в Акмечетский кадылык Акмечетского каймаканства. После присоединения Крыма к России (8) 19 апреля 1783 года, (8) 19 февраля 1784 года, именным указом Екатерины II сенату, на территории бывшего Крымского Ханства была образована Таврическая область и деревня была приписана к Симферопольскому уезду. После Павловских реформ, с 1796 по 1802 год относилась к Акмечетскому уезду Новороссийской губернии), а после создания 8 (20) октября 1802 года Таврической губернии — к Эскиординской волости Симферопольского уезда.
Видимо, вследствие эмиграции крымских татар в Турцию деревня опустела и в Ведомости о всех селениях, в Симферопольском уезде состоящих… 1805 года Аджи-Кал не значится, а на военно-топографической карте 1817 года Ачкал обозначен, как пустующий. После реформы волостного деления 1829 года деревня территориально относилась к Яшлавской волости, а вскоре Аджикал, получивший новое название Чистенькая, стал заселяться переселенцами из России. Шарль Монтандон в своём «Путеводителе путешественника по Крыму, украшенный картами, планами, видами и виньетами…» 1833 года писал, что селение принадлежало некоему Таранову, после смерти которого доходы от владения шли на содержание госпиталя в Симферополе его имени. На карте 1842 года в Чистенькой (записано, как Чистенькая Русская) обозначено 27 дворов.
В 1860-х годах, после земской реформы Александра II, деревню приписали к Мангушской волости. Однако, население убывало и в «Списке населённых мест Таврической губернии по сведениям 1864 года», составленному по результатам VIII ревизии 1864 года, фигурирует Марьина (она же Чистенькая, или Аджи-Кал) — владельческая русская деревня с всего 6 дворами и 44 жителями при источнике Аджи_Кал. По обследованиям профессора А. Н. Козловского начала 1860-х годов, в селении имелись колодцы с пресной водой глубиной до 5 сажени, а также жители пользовались водой из многочисленных родников. На трёхверстовой карте 1865—1876 года в деревне Русская Чистенькая обозначено 7 дворов. Известно, что на 1867 год при деревне существовало имение майора Корбе на 2046 десятинах земли (оценённое в 18695 рублей, с доходом 946 рублей), на 1875 год принадлежавшее его дочери, статской советнице, Екатерине Илларионовне Козловской. На тот год в имении числилось 1342 десятины удобной земли, 248 — неудобий, 3 десятины неполивного фруктового сада и 1 — поливного, лесу дровяного 156 десятин, кустарников — 46 и бесплодных скал — 250 десятин. Оценено было в 40130 рублей 60 копеек. В «Памятной книге Таврической губернии 1889 года», по результатам Х ревизии 1887 года, деревня уже не значится.
После земской реформы 1890-х годов деревню передали в состав новой Подгородне-Петровской волости. По «…Памятной книжке Таврической губернии на 1892 год» в деревне Чистинькая, входившей Подгородне-Петровское сельское общество, числилось 29 жителей в 4 домохозяйствах. На продробной карте 1892 года в Чистенькой 5 дворов с русским населением. По «…Памятной книжке Таврической губернии на 1902 год» в деревне Чистенькая, входившей в Подгородне-Петровское сельское общество, числилось 103 жителя в 9 домохозяйствах. По Статистическому справочнику Таврической губернии. Ч.II-я. Статистический очерк, выпуск шестой Симферопольский уезд, 1915 год, на хуторе Чистенькая (Бело-Токмакского Товарищества) Подгородне-Петровской волости Симферопольского уезда, числился 1 двор с русским населением без приписных жителей, но с 13 — «посторонними».
После установления в Крыму Советской власти, по постановлению Крымревкома от 8 января 1921 года была упразднена волостная система и село включили в состав вновь созданного Подгородне-Петровского района Симферопольского уезда, а в 1922 году уезды получили название округов. 11 октября 1923 года, согласно постановлению ВЦИК, в административное деление Крымской АССР были внесены изменения, в результате которых был ликвидирован Подгородне-Петровский район и образован Симферопольский и село включили в его состав. Согласно Списку населённых пунктов Крымской АССР по Всесоюзной переписи 17 декабря 1926 года, в селе Чистенькая, центре Чистеньского сельсовета (в коем состоянии село пребывает всю дальнейшую историю) Симферопольского района, числилось 76 дворов, из них 72 крестьянских, население составляло 399 человек. В национальном отношении учтено: 96 русских, 300 украинцев, 1 болгарин, 2 записаны в графе «прочие», действовала русская школа. На 1935 год в Чистеньком действовал украинский колхоз «Червона зірка». По данным всесоюзной переписи населения 1939 года в селе проживало 539 человек.
15 апреля 1944 года на передовом КП в деревне Чистенькое встретились представители Ставки маршалы Советского Союза А. М. Василевский и К. Е. Ворошилов. На состоявшемся в штабе 51-й армии совещании было принято решение начать штурм Севастополя с ходу в 14 часов 16 апреля 1944 года.
12 августа 1944 года было принято постановление № ГОКО-6372с «О переселении колхозников в районы Крыма» и в сентябре 1944 года в район приехали первые новосёлы (214 семей) из Винницкой области, а в начале 1950-х годов последовала вторая волна переселенцев из различных областей Украины. С 25 июня 1946 года Чистенькое в составе Крымской области РСФСР, а 26 апреля 1954 года Крымская область была передана из состава РСФСР в состав УССР.
Указом Президиума Верховного Совета УССР «Об укрупнении сельских районов Крымской области», от 30 декабря 1962 года Симферопольский район был упразднён и село присоединили к Бахчисарайскому. 1 января 1965 года, указом Президиума ВС УССР «О внесении изменений в административное районирование УССР — по Крымской области», вновь включили в состав Симферопольского. На 1974 год в Чистеньком числилось 2170 жителей, по данным переписи 1989 года — 3432 человека. С 12 февраля 1991 года село в восстановленной Крымской АССР, 26 февраля 1992 года переименованной в Автономную Республику Крым. С 21 марта 2014 года в составе Крыма вошло в состав России.